# パリのセーヌ河岸
「パリのセーヌ河岸」（パリのセーヌかがん）は、フランスにあるユネスコ世界遺産のひとつ。首都パリを流れるセーヌ川の川岸のうち、シュリー橋からイエナ橋までのおよそ8kmが登録対象となっている。これには、中州であるシテ島とサン・ルイ島、および区域内に架かる橋も含まれている。
登録対象地区はパリの中心部であり、この都市が辿ってきた歴史がよく現れている。この地区には、ノートルダム大聖堂などの中世の建築群や、エッフェル塔などの近・現代建築群のように観光名所としてもよく知られた建築群が含まれる。また同時に、19世紀における優れた都市計画であり、全世界のその後の新興都市計画に影響を及ぼしたオスマン男爵によるパリ改造を限定的ながら例示するものともなっている。

## 登録対象

登録範囲の地図

それぞれの河岸の物件は上流から順に並べている。

### セーヌ右岸
- マレ地区 - 16世紀から17世紀にかけて王侯貴族の豪華な館が建てられた地区。ゲイエリアとしても有名。
  - オテル・ド・ロアン
  - オテル・ラモワニョン
- パリ市庁舎 - 現在の庁舎はパリ・コミューンの後に再建されたもの。
- ルーヴル宮殿 - 現在はルーヴル美術館として使用されている。
  - カルーゼルの凱旋門
- チュイルリー庭園 - かつての宮殿跡地。
- コンコルド広場 - フランス革命期には断頭台が設置され、ルイ16世やマリー・アントワネットの処刑が行われた広場。
  - マドレーヌ寺院 - コンコルド広場の北にある新古典様式の教会
  - シャンゼリゼ通り - コンコルド広場を東端とするパリの中心的な大通り。
- グラン・パレ、プティ・パレ - 1900年のパリ万国博覧会のために建設された。
- シャイヨー宮 - 1937年のパリ万国博覧会の際に建造された。イエナ橋の目の前にある。

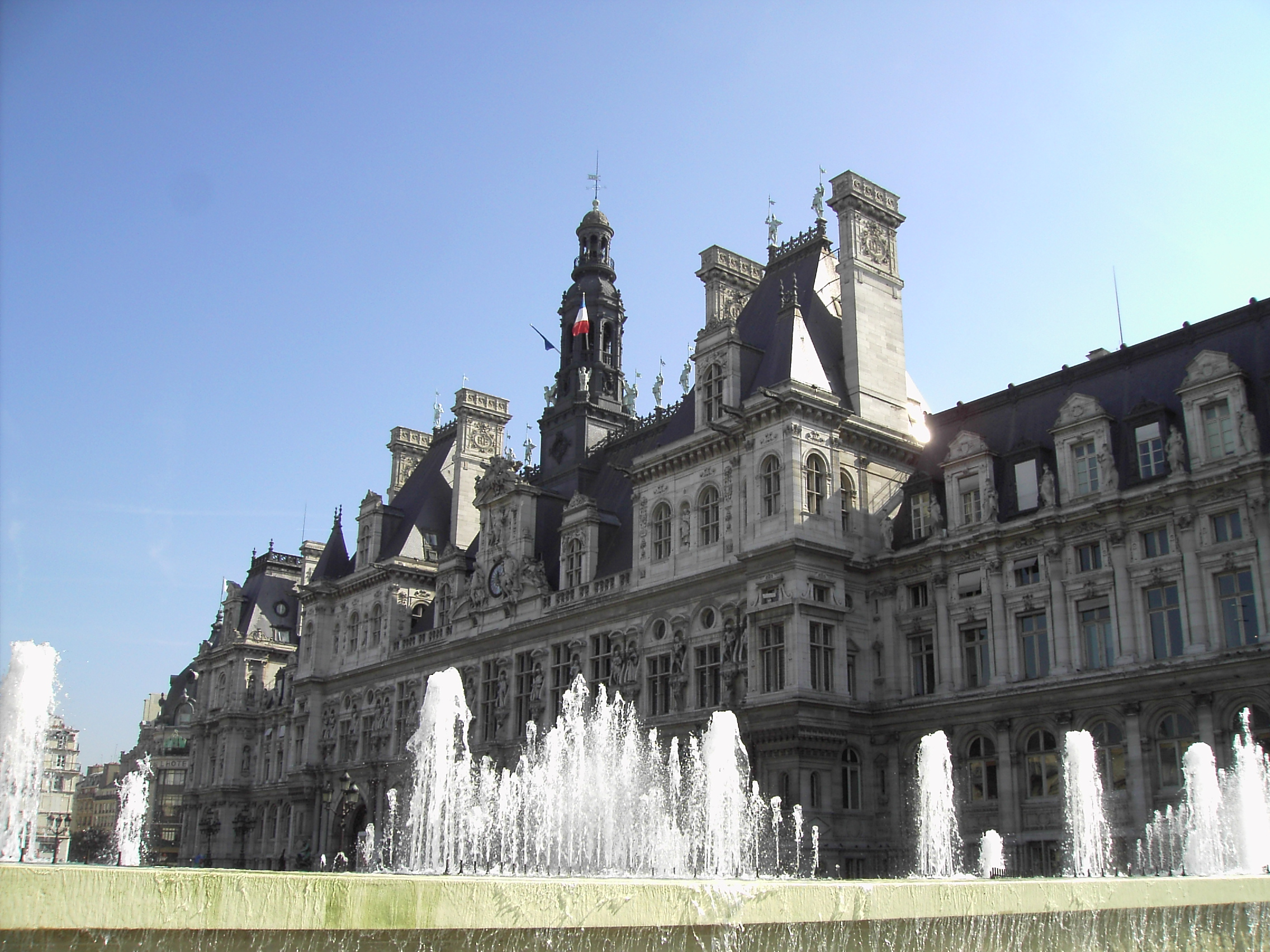
パリ市庁舎
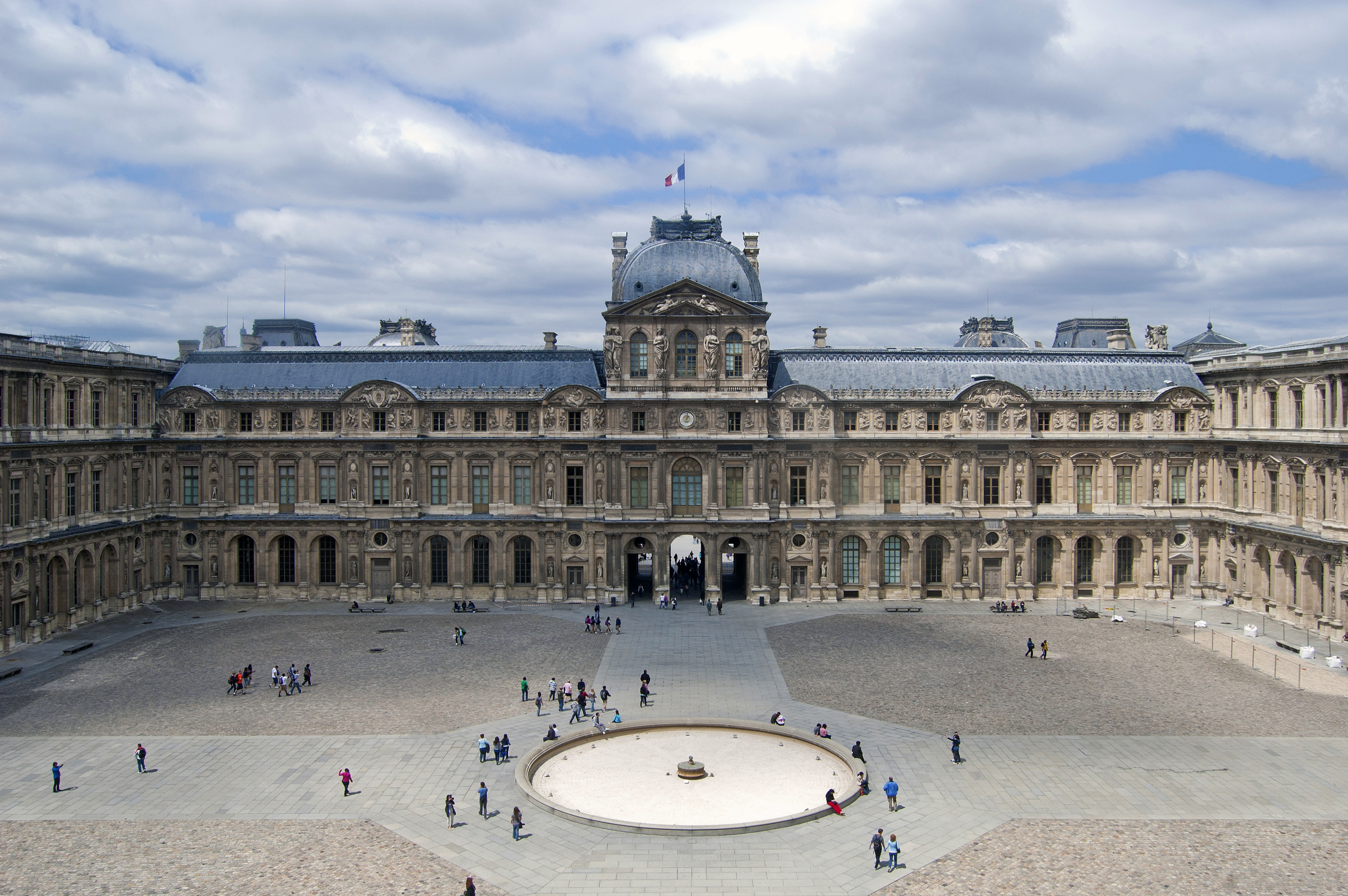
ルーヴル宮
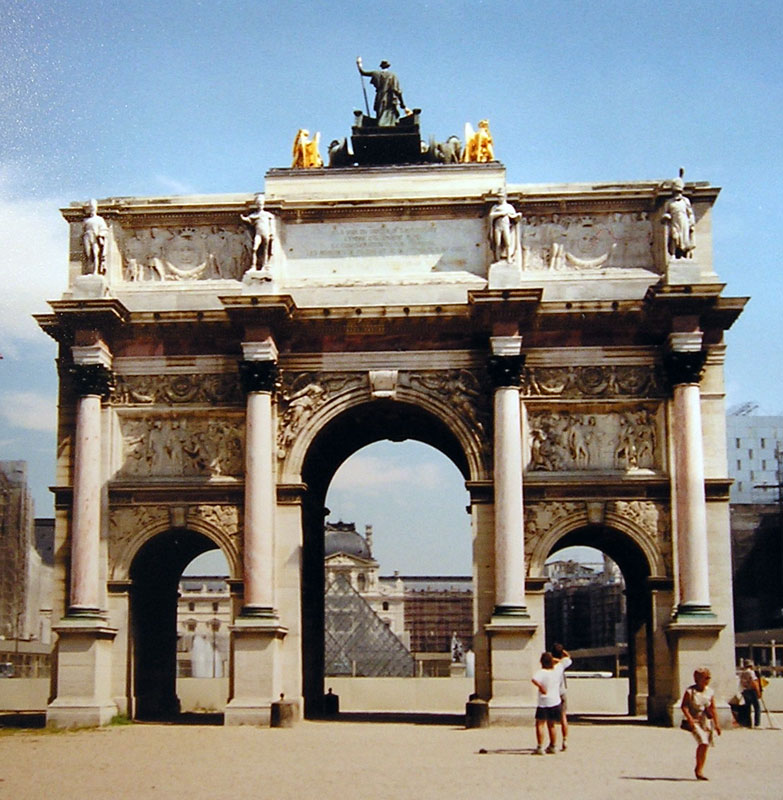
カルーゼル凱旋門
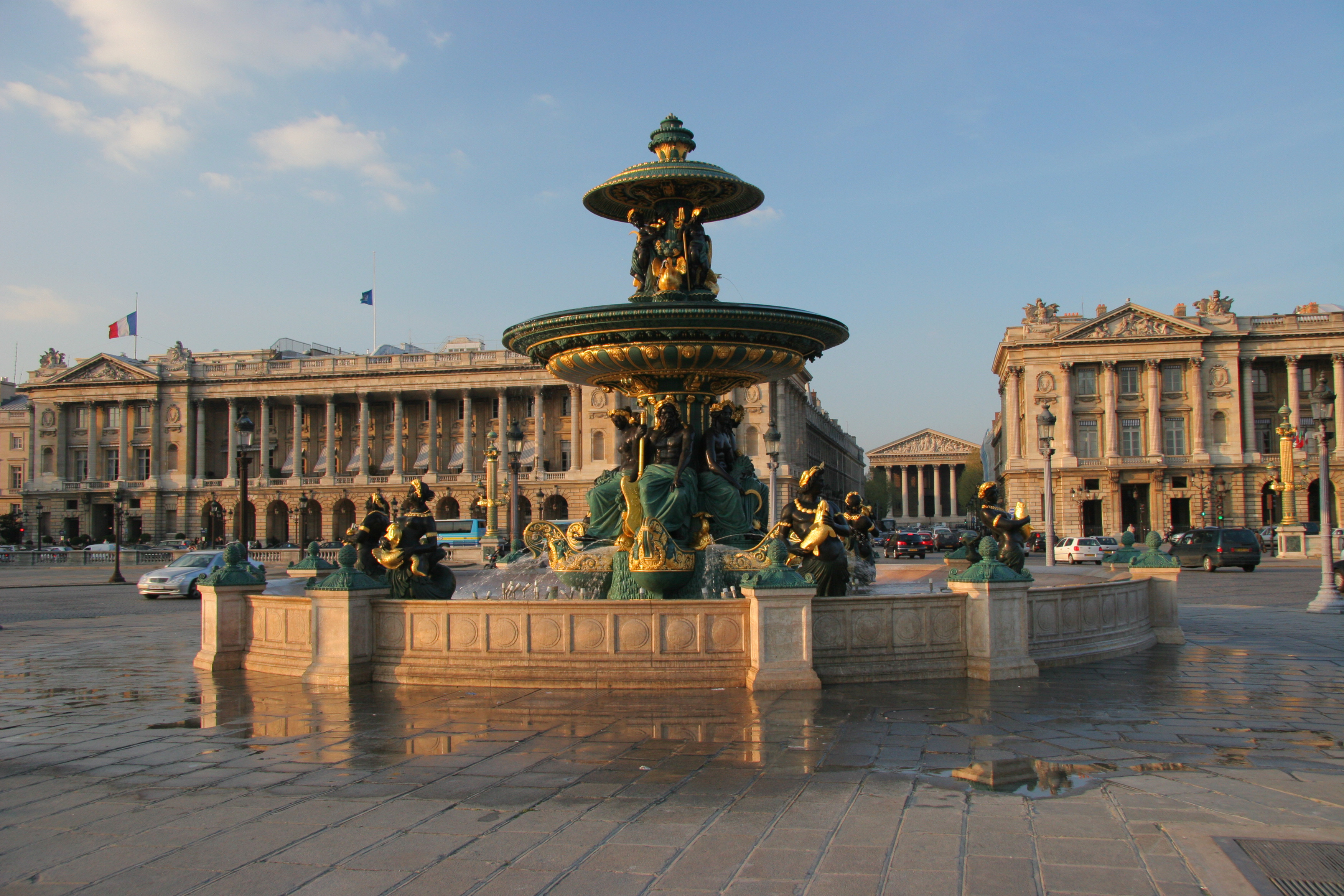
コンコルド広場
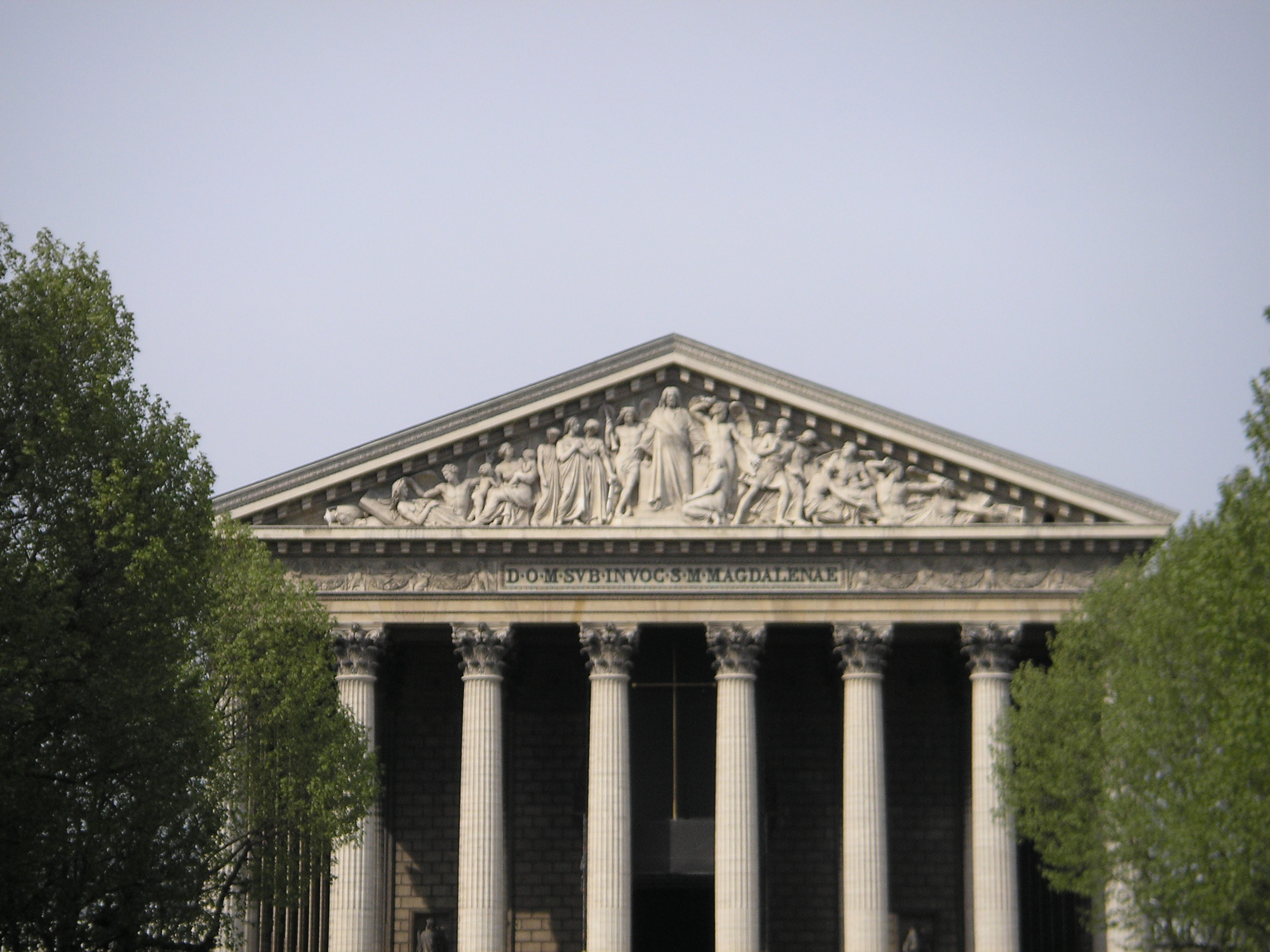
マドレーヌ寺院
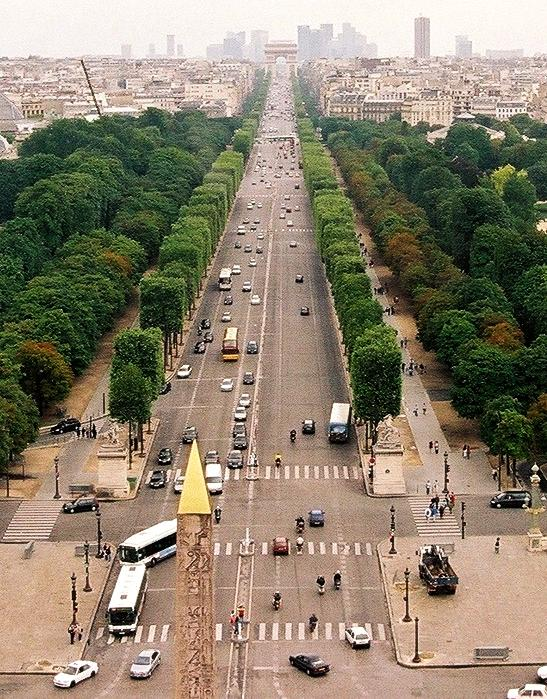
コンコルド広場から見たシャンゼリゼ通り
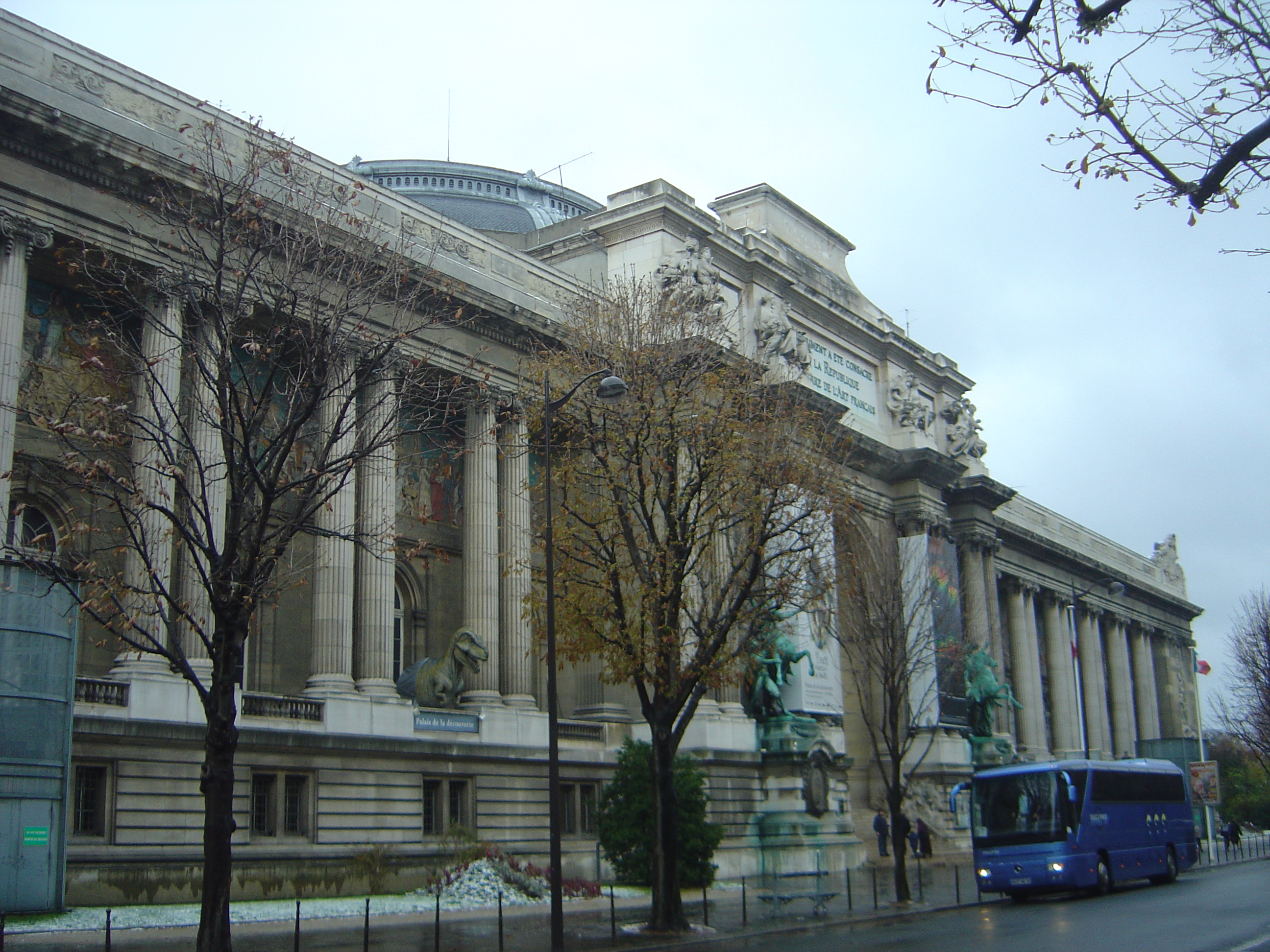
グラン・パレ
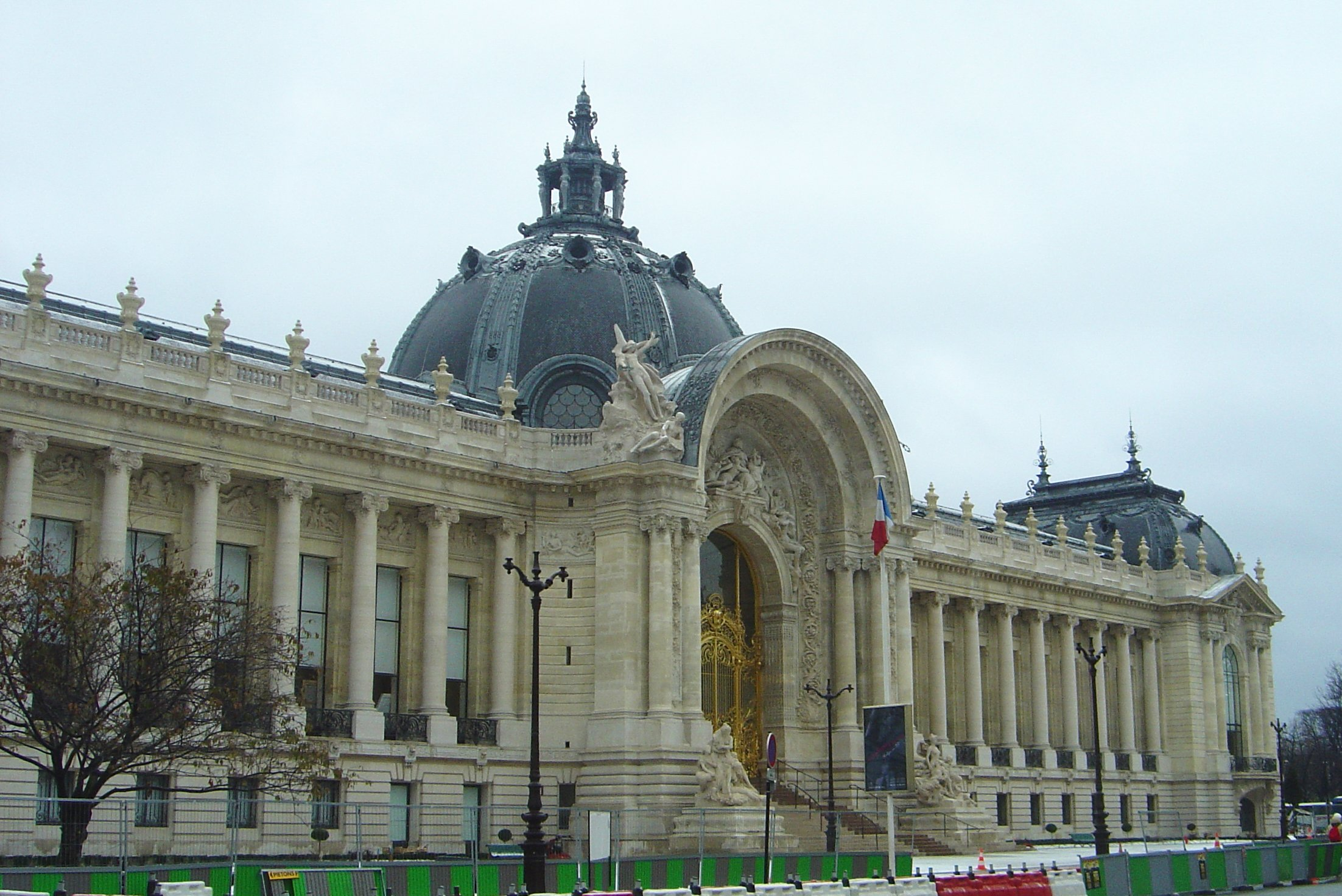
プティ・パレ

### セーヌ左岸
- オルセー美術館
- ブルボン宮殿 - 18世紀に建てられた古典様式の外観が特徴的な建造物。現在は国民議会の議事堂。
- アンヴァリッド - もともとは傷病兵の療養所。ナポレオンの墓所でもある。
- シャン・ド・マルス公園
  - 陸軍士官学校
- エッフェル塔 - フランス革命100周年を記念して建てられた。

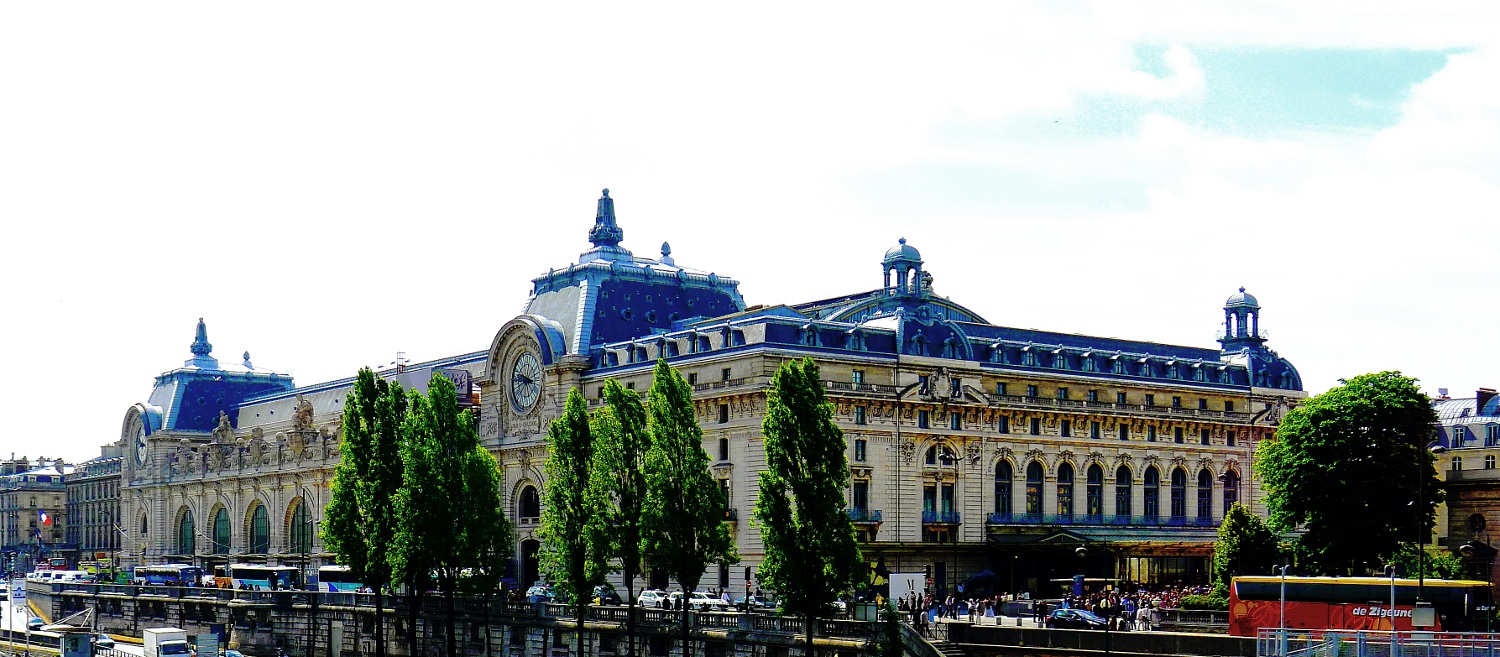
オルセー美術館
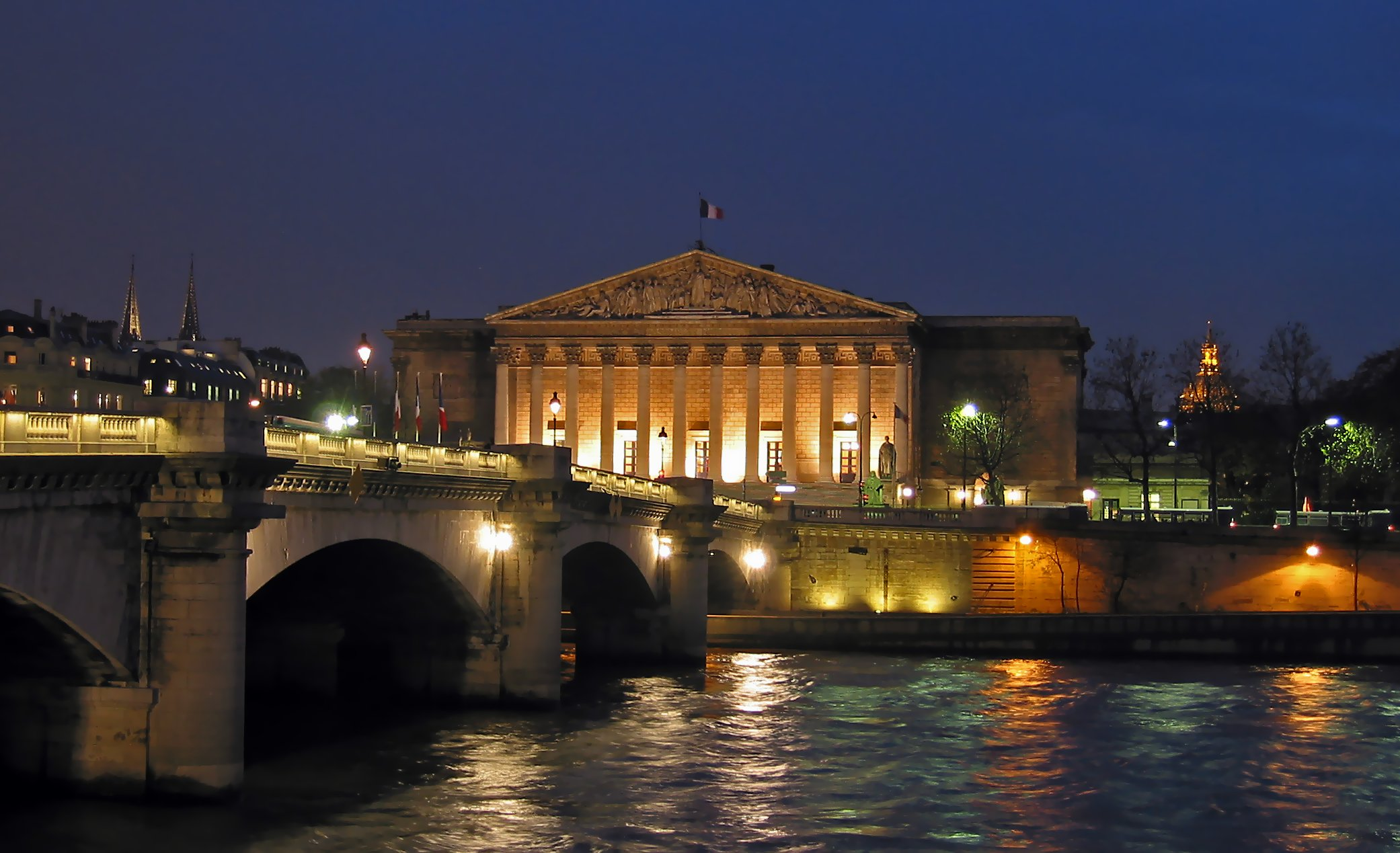
ブルボン宮殿とコンコルド橋
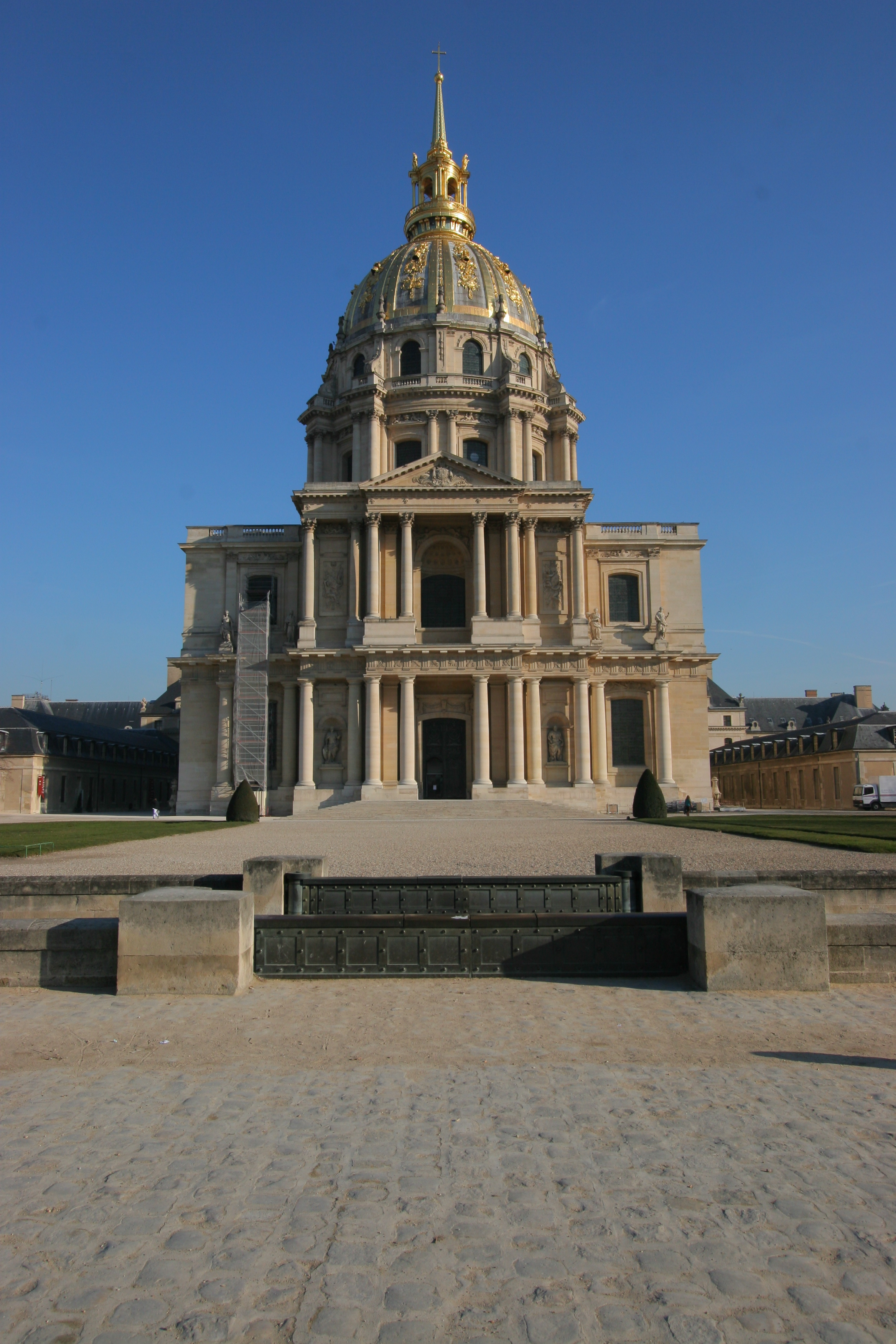
アンヴァリッド

### シテ島
- ノートルダム大聖堂 - 中世ゴシック建築の傑作。
- パレ・ド・ジュスティス（裁判所） - ルイ9世の頃には王宮として使われていた。
  - サント・シャペル - ステンドグラスの美しさで有名。
  - コンシェルジュリー - マリー・アントワネットが収監されていた独房が残る牢獄跡。

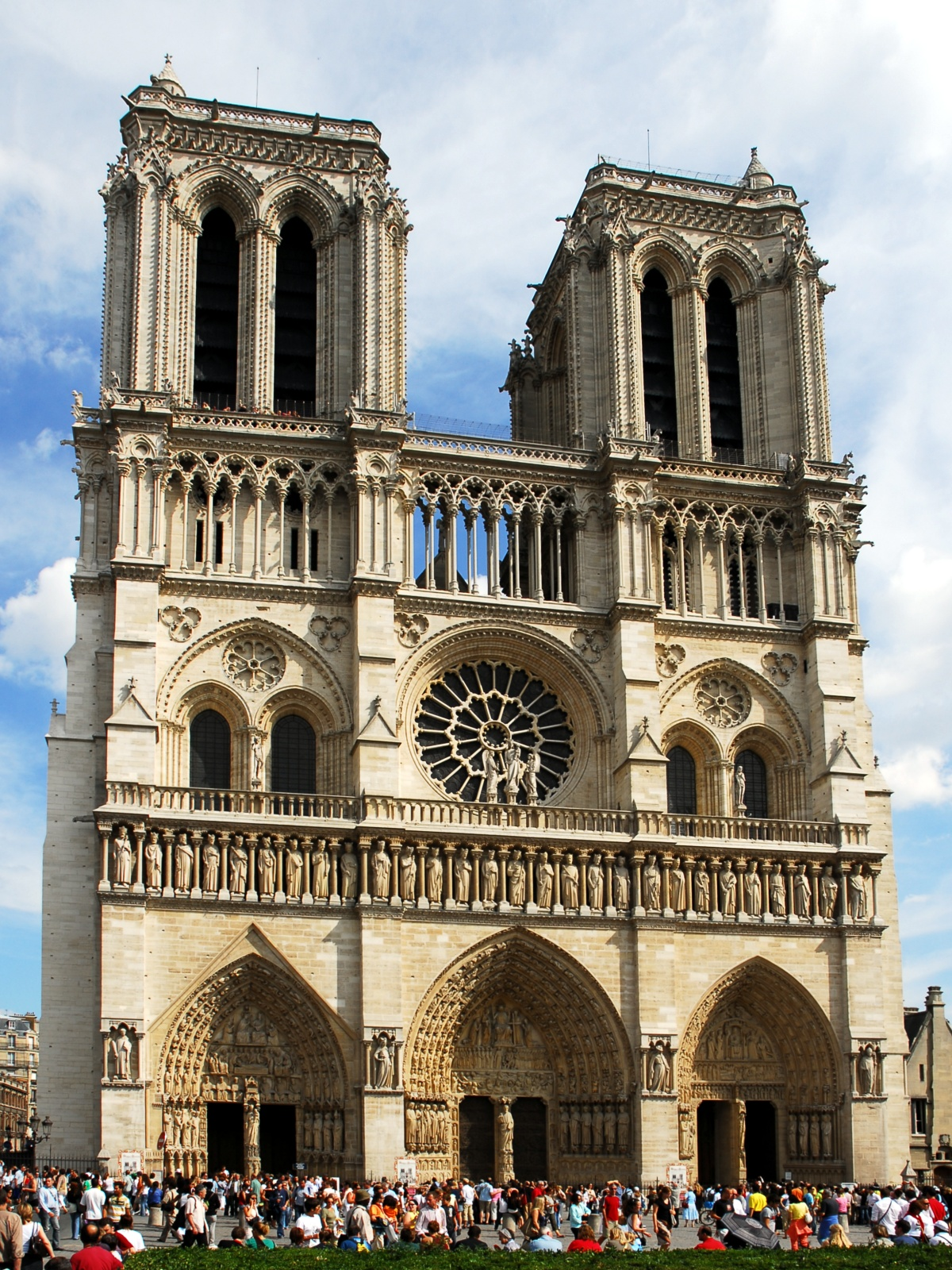
ノートルダム・ド・パリ
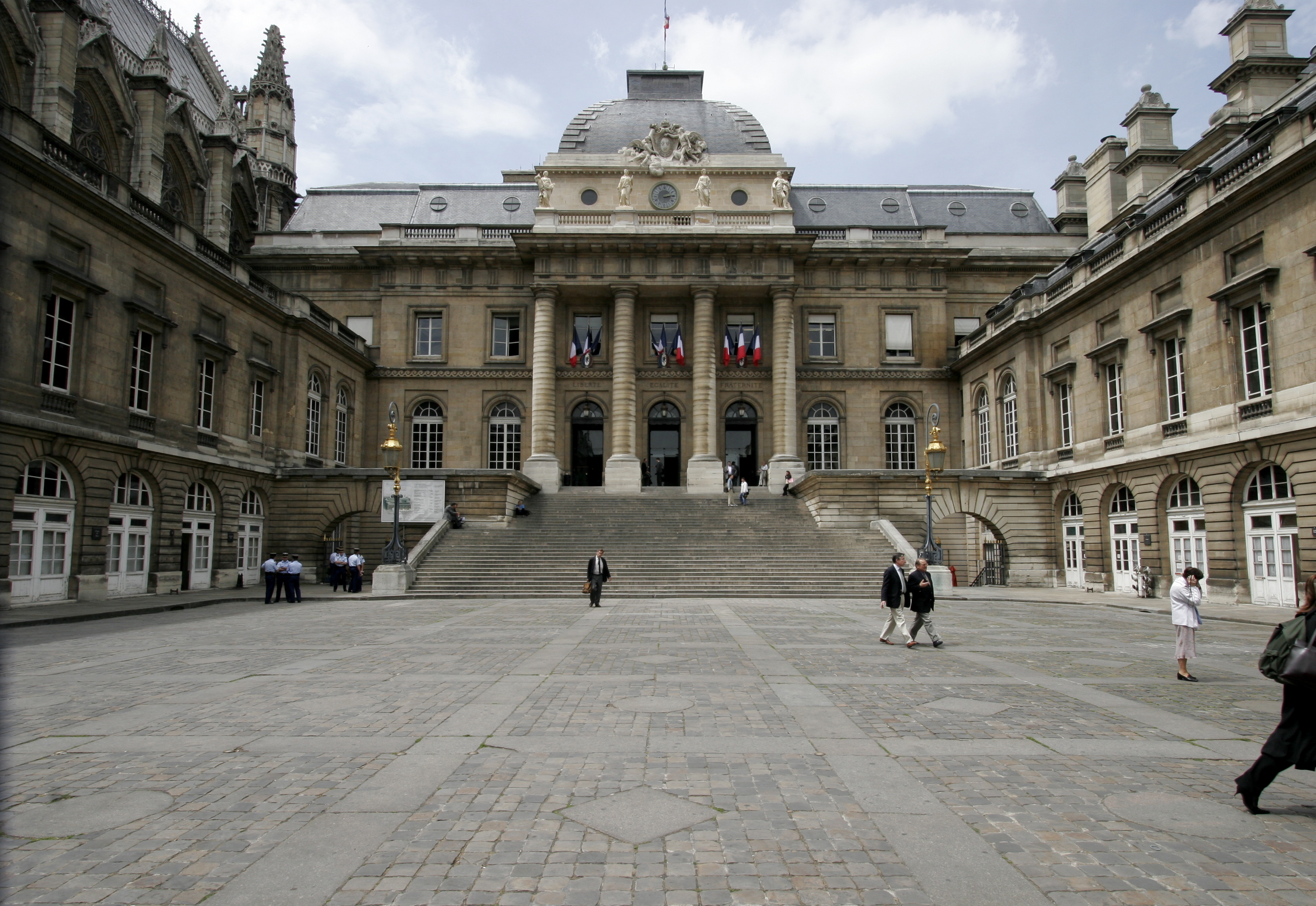
パレ・ド・ジュスティス
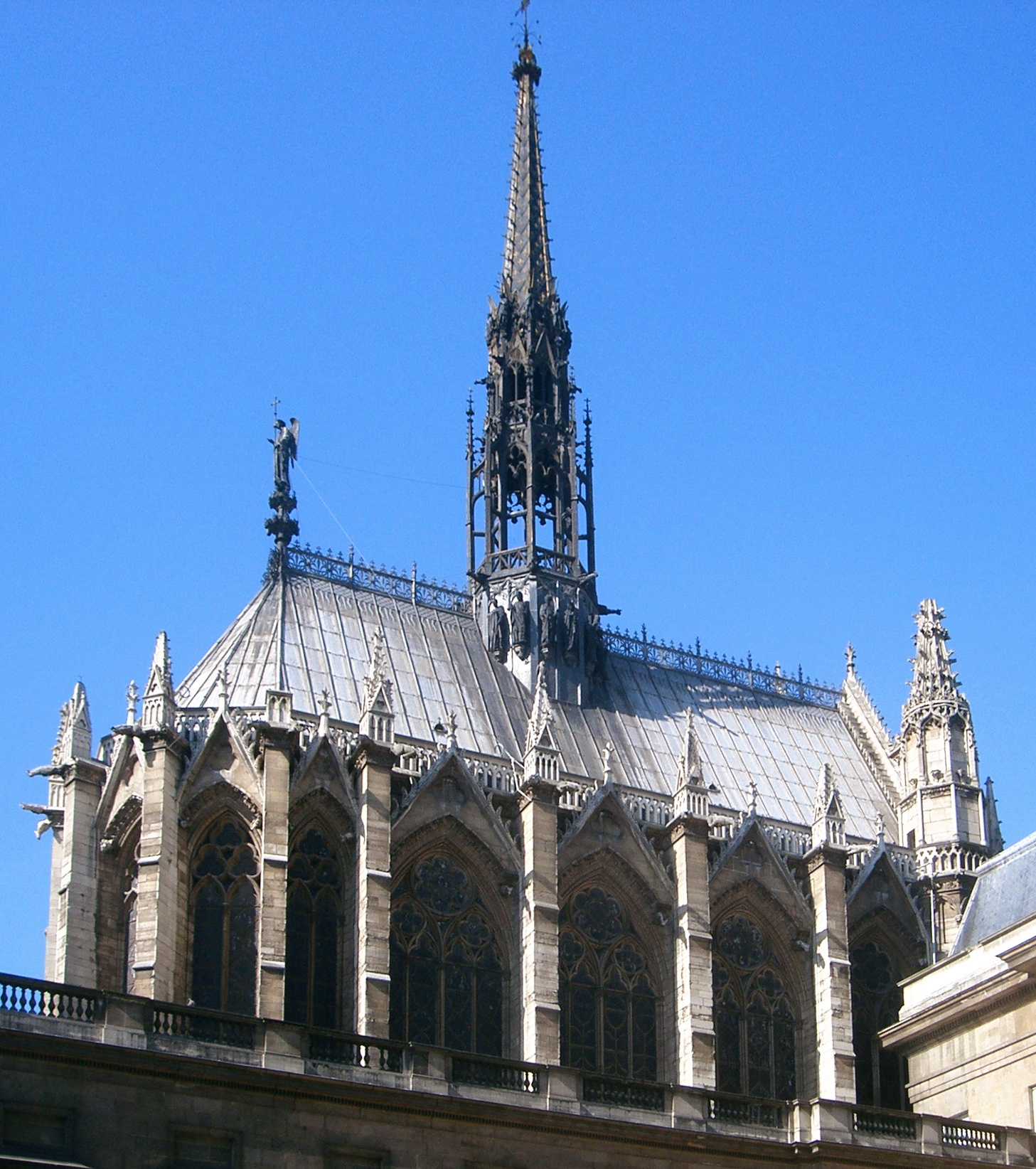
サント・シャペル
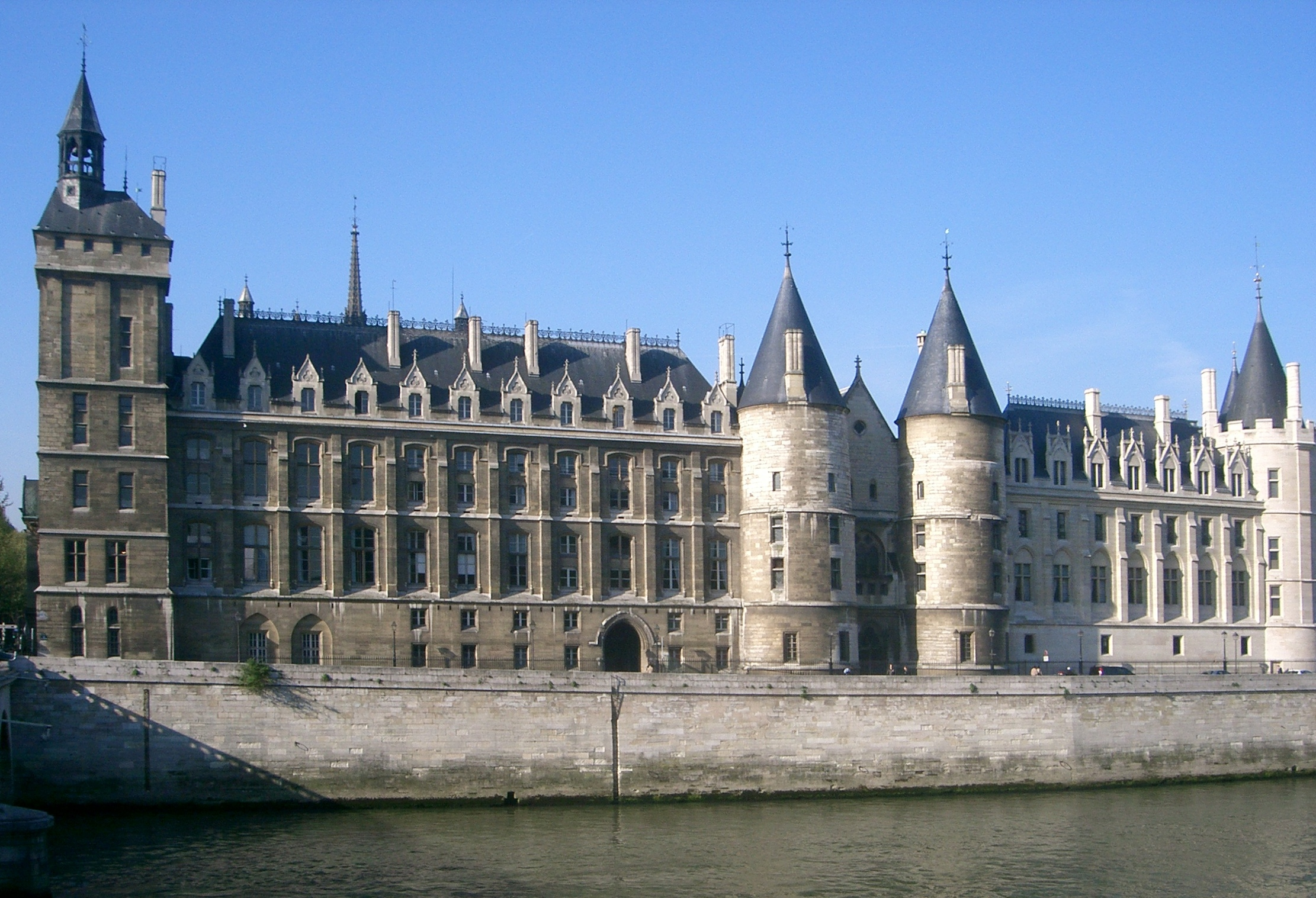
コンシェルジュリー

### サン・ルイ島
- ランベール邸、ローザン邸 - ともにチュイルリー宮やルーヴル宮を手がけたルイ・ル・ヴォーの作品。
- サン=ルイ=アン=リル教会

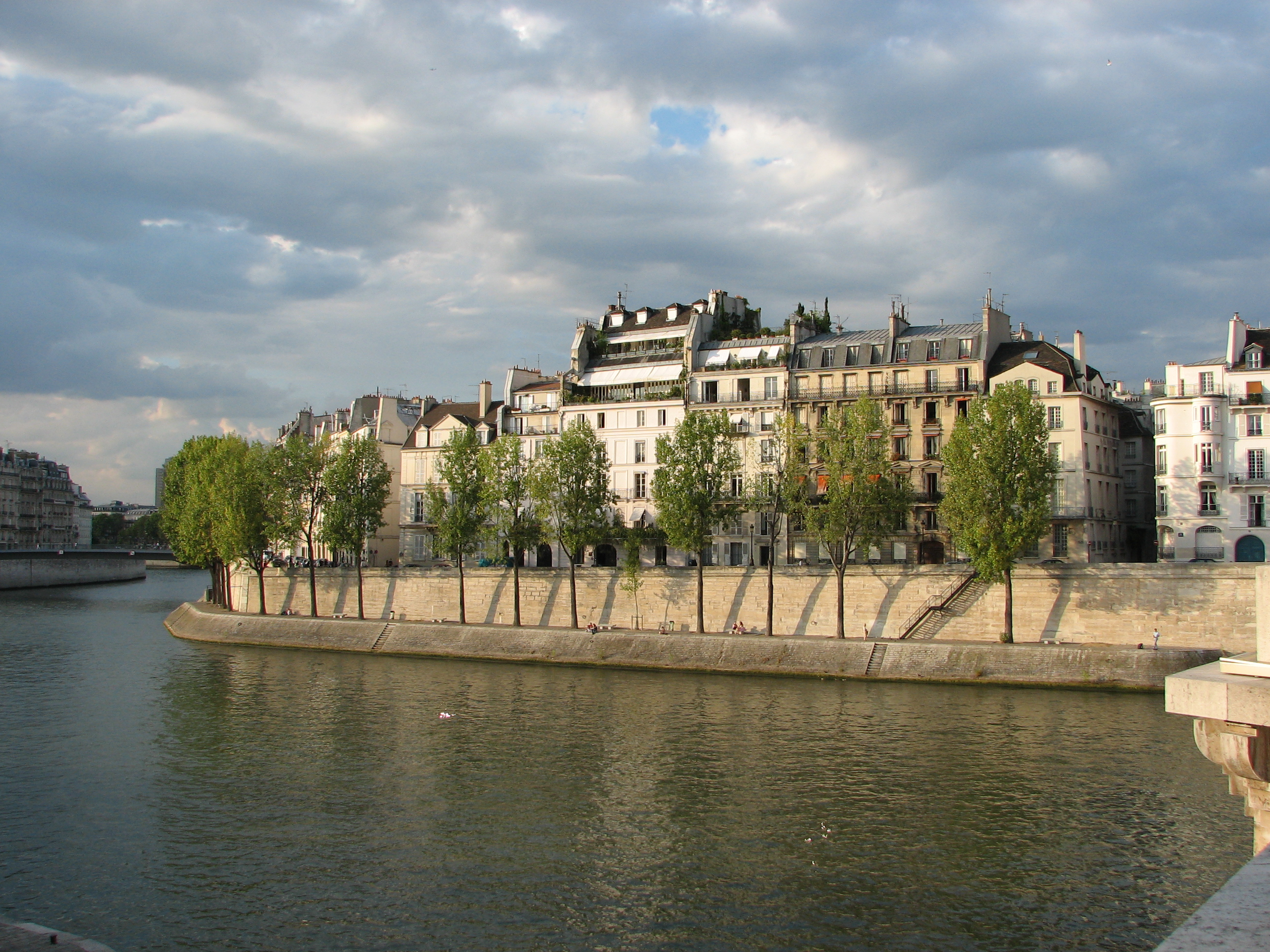
サン・ルイ島のオルレアン河岸
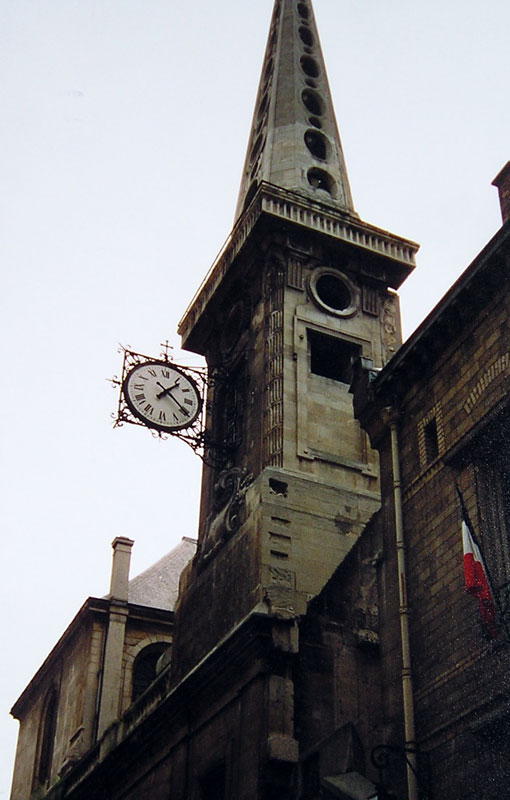
サン=ルイ=アン=リル教会

### 区間内の主な橋
- ポンヌフ - パリのセーヌ川にかかる橋のなかで現存最古を誇る。
- アレクサンドル3世橋 - パリの橋の中で最も美しいとも評される橋。

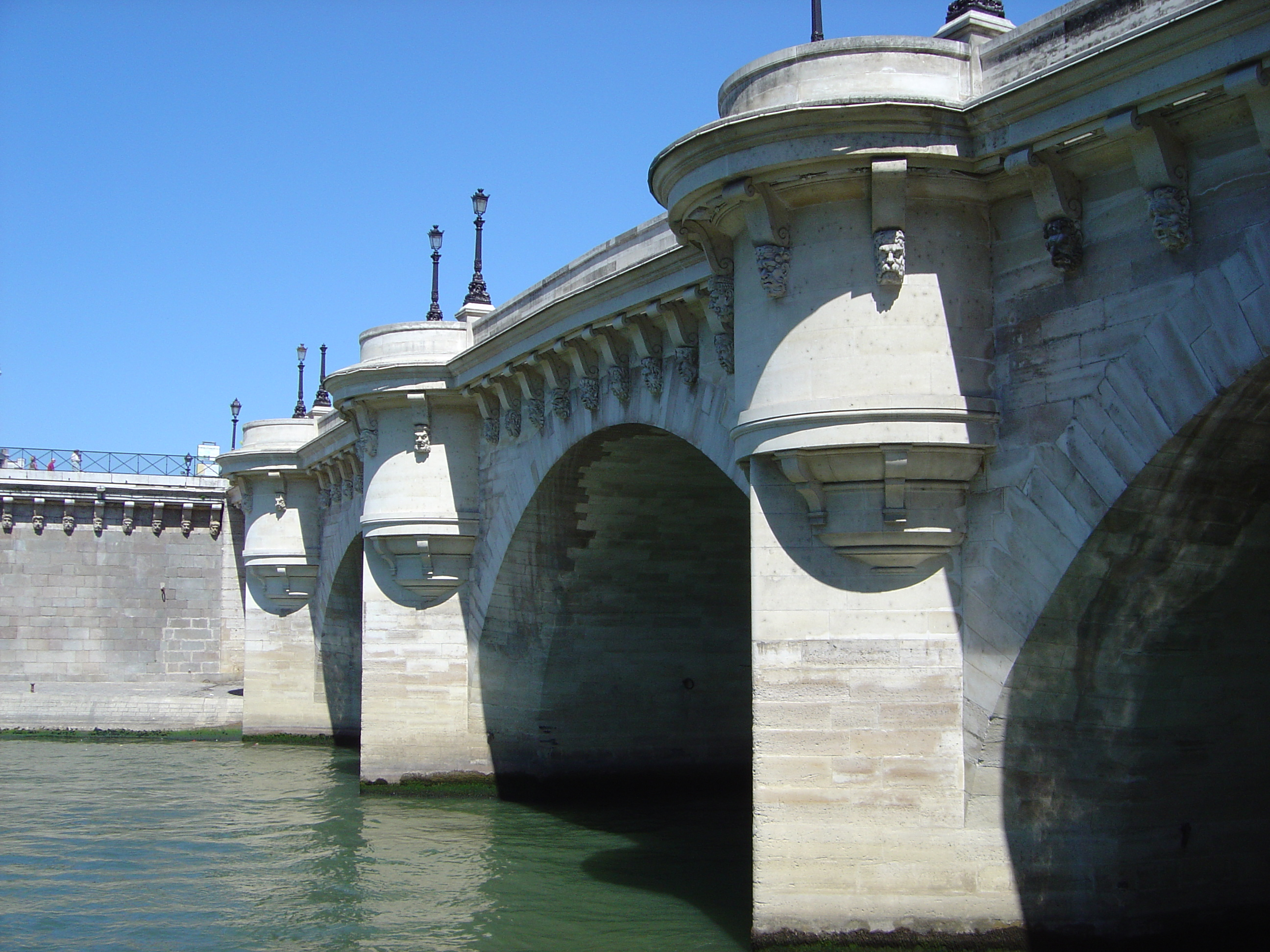
ポンヌフ
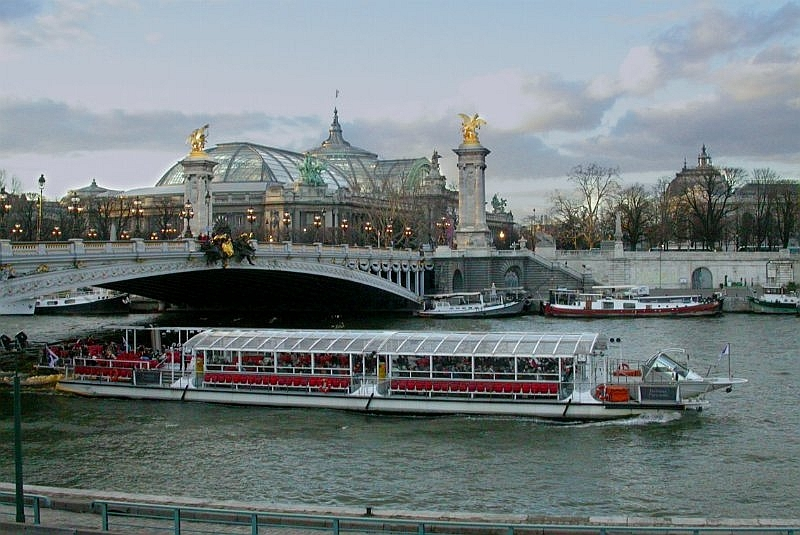
アレクサンドル3世橋

## 登録基準
この世界遺産は世界遺産登録基準のうち、以下の条件を満たし、登録された（以下の基準は世界遺産センター公表の登録基準からの翻訳、引用である）。
- (1) 人類の創造的才能を表現する傑作。
- (2) ある期間を通じてまたはある文化圏において、建築、技術、記念碑的芸術、都市計画、景観デザインの発展に関し、人類の価値の重要な交流を示すもの。
- (4) 人類の歴史上重要な時代を例証する建築様式、建築物群、技術の集積または景観の優れた例。